# Clara d'Assís
Clara d'Assís   (Assís, 16 de juliol de 1194 - Assís, 11 d'agost de 1253) originàriament Chiara Scifi,  va ser una religiosa italiana que va col·laborar amb sant Francesc d'Assís; fou la fundadora de l'Orde de Germanes Pobres de Santa Clara o Clarisses i va ser la primera dona que redactà una regla pròpia. Va ser canonitzada només dos anys després de la seva mort, el 1255. Pius XII la proclamà santa patrona de la televisió i les telecomunicacions.

## Biografia
Era filla de Favarone di Offreduccio i d'Ortolana, que formaven una família acomodada i amb prestigi a la ciutat d'Assís. Ja de ben petita posseïa un fort sentiment religiós, va voler consagrar la seva vida a Déu i va refusar el matrimoni que la seva família li havia arranjat.
La nit del 28 de març de 1211 (vigília del Diumenge de Rams), Clara va fugir de la casa dels pares, propera a la catedral d'Assís. Anà al lloc on hi havia Francesc d'Assís i els seus primers seguidors, vora l'església de Santa Maria dels Àngels (la Porciúncula) i demanà de fer-se penitent com ells. Francesc li tallà els cabells, la vestí amb una túnica i la va fer entrar al monestir benedictí de San Paolo delle Badesse de Bastia Umbra, a 4 kilòmetres d'Assís. Després, ingressà a un altre monestir benedictí, el de Sant'Angelo di Panzo on, poc després, s'hi reuniria la seva germana Agnès.
Clara s'instal·là a un petit edifici annex a l'església de San Damiano, a Assís, que havia estat restaurada per Francesc. Hi va viure sota les directrius del bisbe Guido d'Assís. Altres dones s'hi aplegaren, entre elles la seva altra germana Beatriu i la seva mare Ortolana, fins a arribar a una comunitat de cinquanta dones. Allí transcorregué la resta de la seva vida: quaranta-dos anys, dels quals, vint-i-nou va passar-los malalta.
Seguint l'exemple de Francesc, va voler formar una comunitat de monges pobres, dedicades a la pregària i al servei als altres. Anomenades Damianites pel poble i Dames Pobres per Francesc, van esdevenir les monges clarisses.
El nou orde es va estendre ràpidament per Europa, especialment per terres franceses i hispanes. En terres catalanes se'n fundaren ja als segles XIII i XIV; entre d'altres, els monestirs de Lleida (1240), Tarragona (1248), Palma (1260), Castelló d’Empúries (1267), Manresa (1322), Xàtiva (1325), Pedralbes (1326), Balaguer i Puigcerdà (1351), Tortosa... O els de Vilafranca del Penedès i Santa Maria de Jerusalem, a Barcelona, avui desapareguts. O se'n continuen fundant, com els de València (1911) i Fortià (1973).

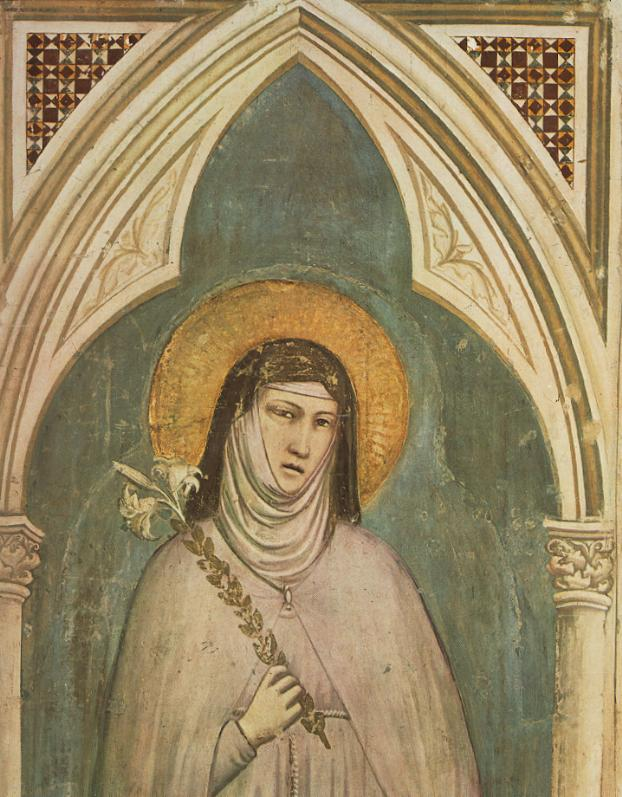
Pintura de Giotto (Florència, Santa Croce), segle xiv
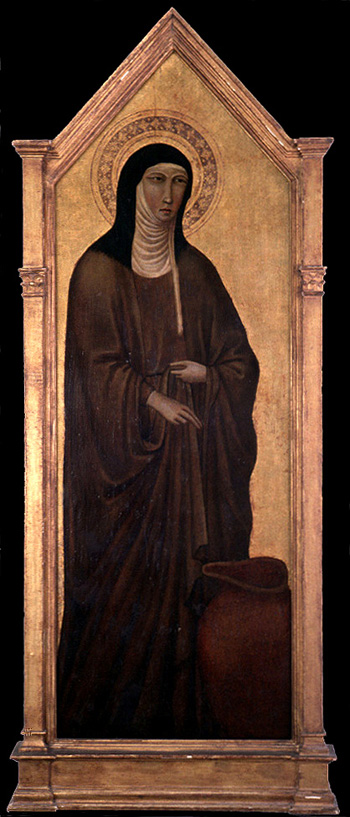
Quadre d'Andrea Vanni, ca. 1365 (Claremont, Califòrnia)
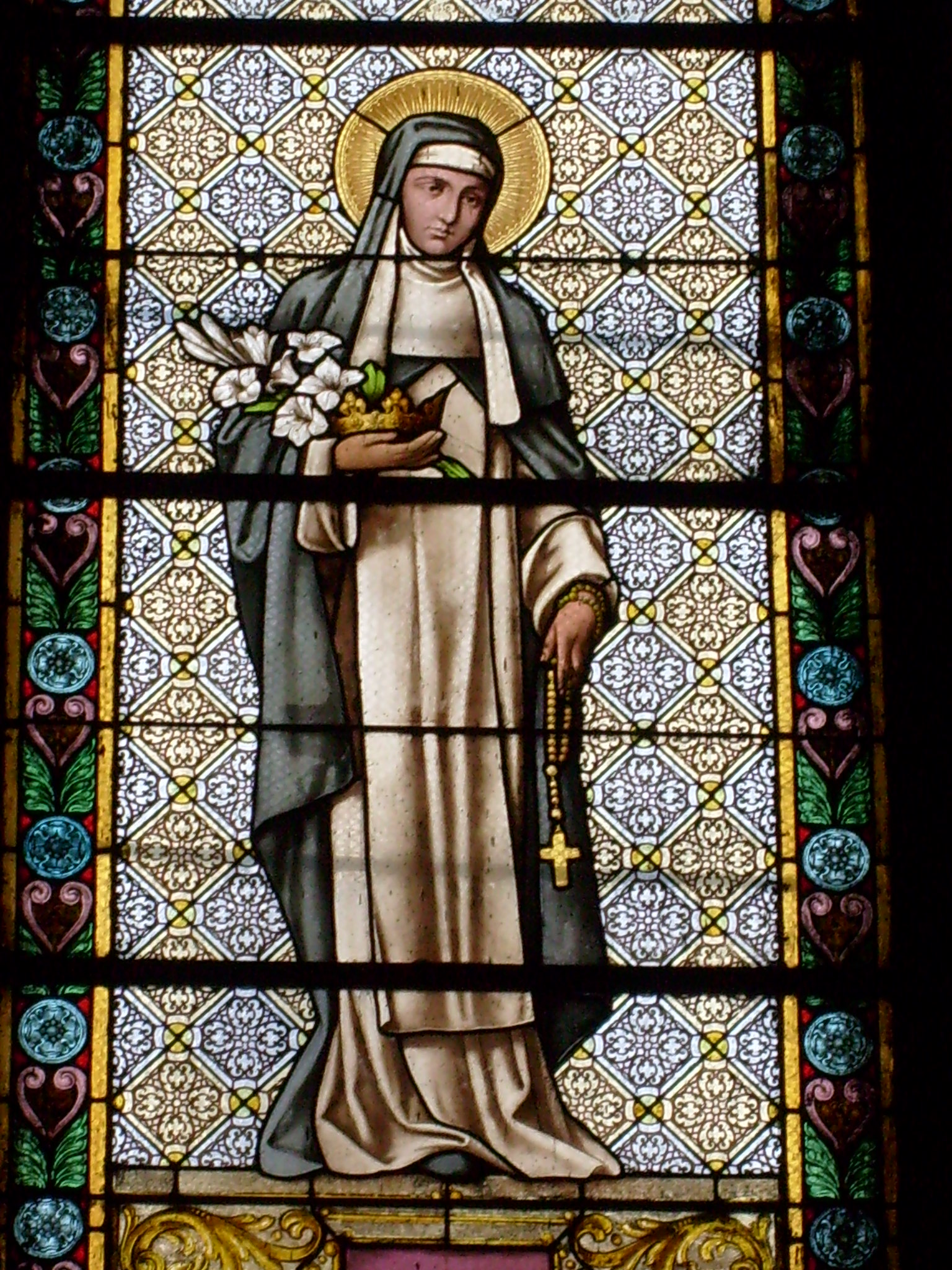
Vitrall a Cluj (Romania), s. XIX
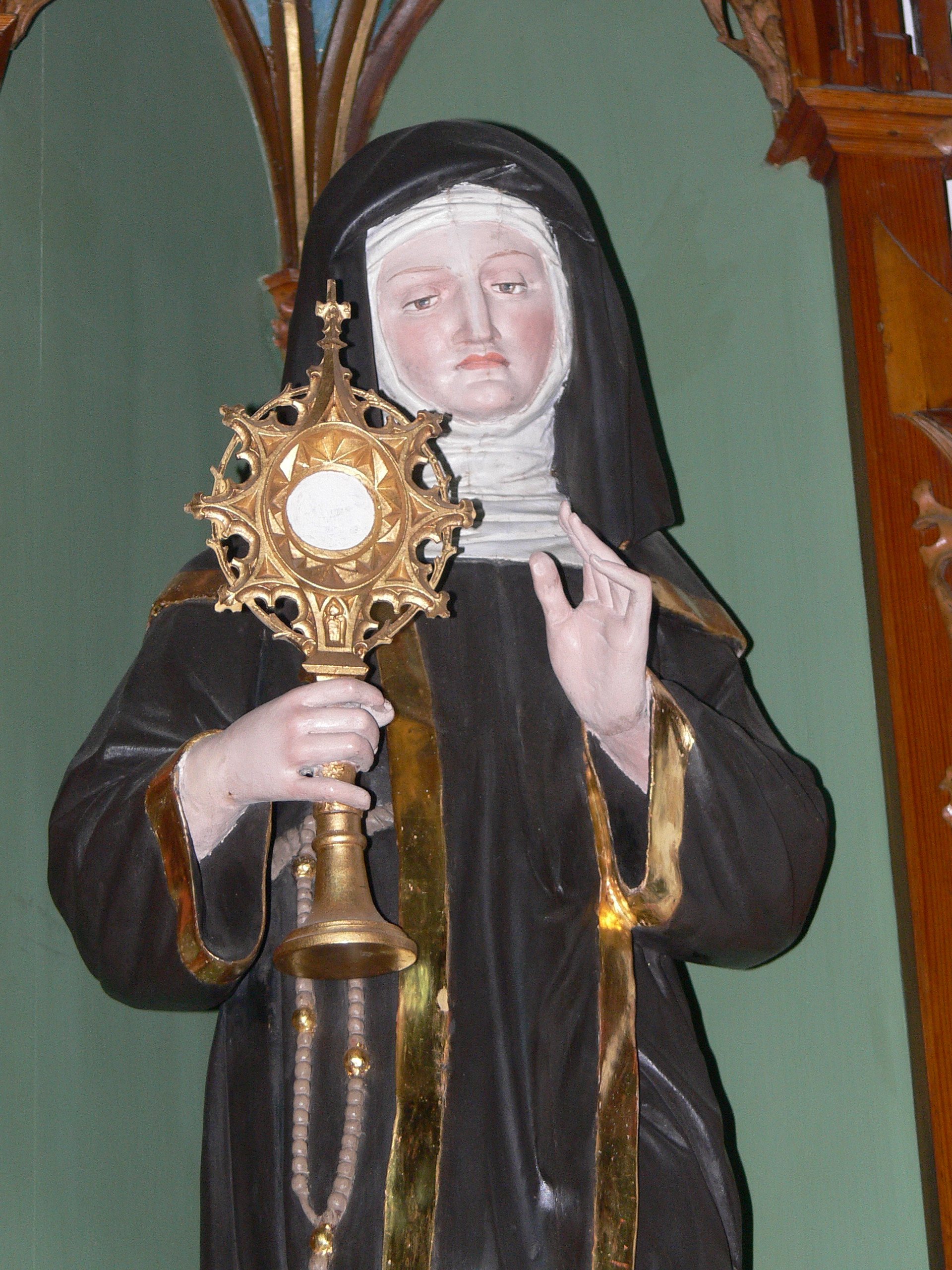
Talla a Sankt-Oswald bei Haslasch, s. XIX

## ElPrivilegi de la pobresa
Va obtenir de Francesc una primera regla basada en la pobresa. La regla indica que el carisma de les dones es manifesta en la clausura del monestir, en la vida contemplativa i la pregària, segons el model benedictí, del que es diferencia pel vot de pobresa individual i de l'orde com a tal. Al voltant de la pobresa va girar l'experiència mística i els pocs escrits de Clara i no va voler que minvés. Així, quan el cardenal Ugolino va donar-li una nova regla on el rigor de la pobresa no era tan gran, Clara no la va acceptar. Quan Ugolino esdevingué papa com a Gregori IX (1227-1241) li concedí el Privilegium Paupertatis (privilegi de la pobresa, confirmat per Innocenci IV en 1253. Només en l'"altíssima pobresa" i abandonant els béns materials i confiant-se a Déu, hom se sent lliure per a recórrer el camí de la fe.
La segona meitat de la seva vida, va patir malalties, però participant en els oficis litúrgics. Va morir a San Damiano l'11 d'agost de 1253, als seixanta anys. Només dos anys més tard, Alexandre IV la canonitzà, el 15 d'agost de 1255. La seva regla, és l'única aprovada de la història que és per a dones i ha estat escrita per una dona.

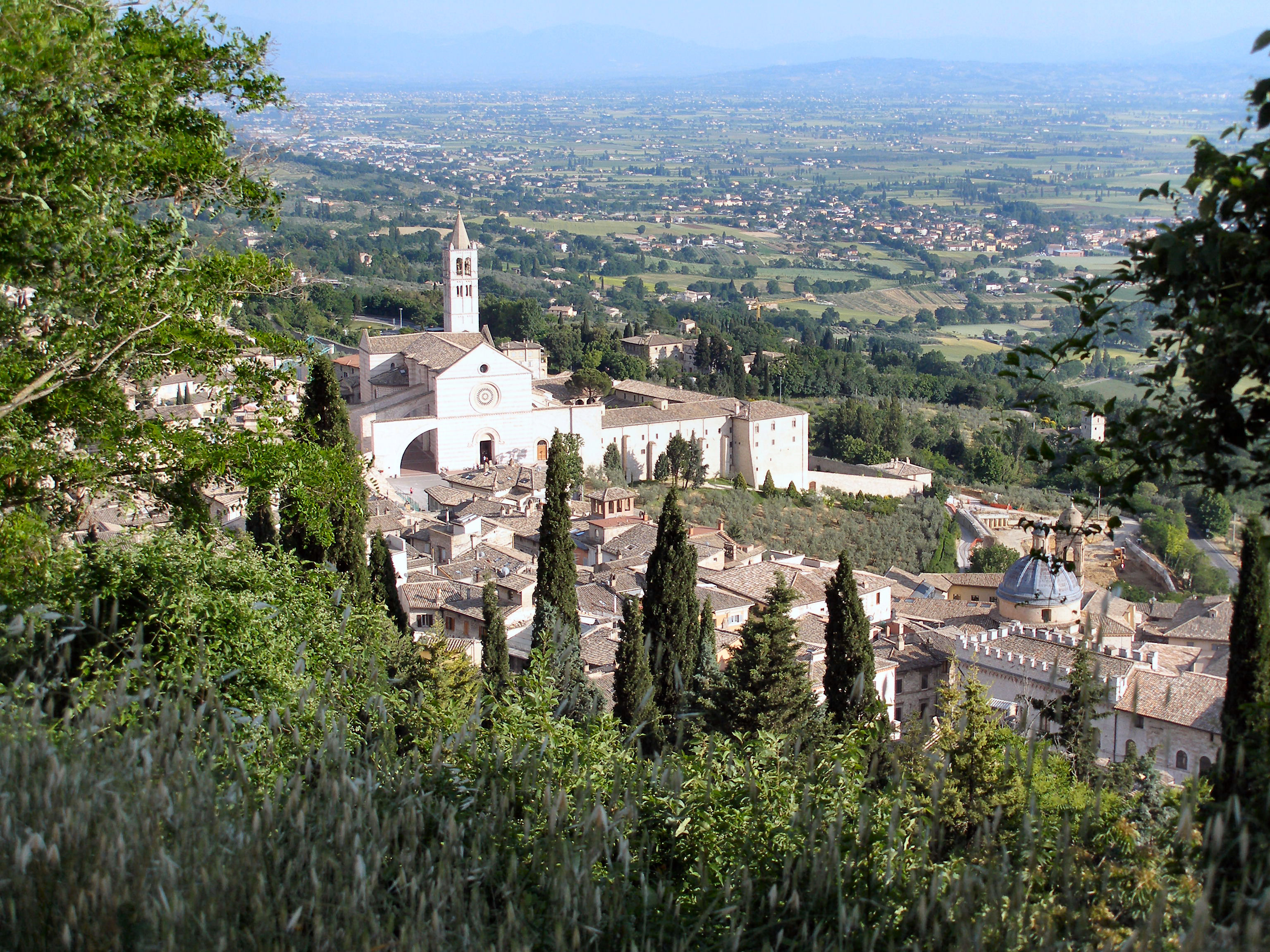
Basílica i convent de Santa Clara (Assís)
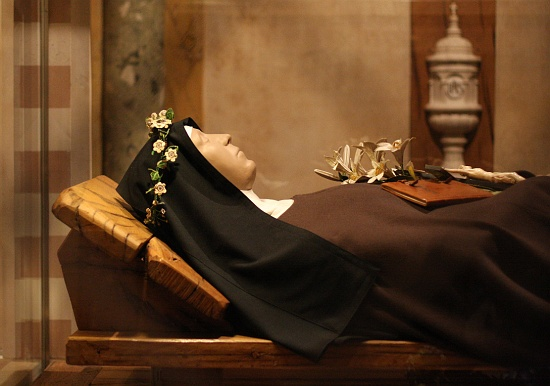
Sepulcre de la santa (el cos és de cera i dintre n'hi ha les restes òssies)
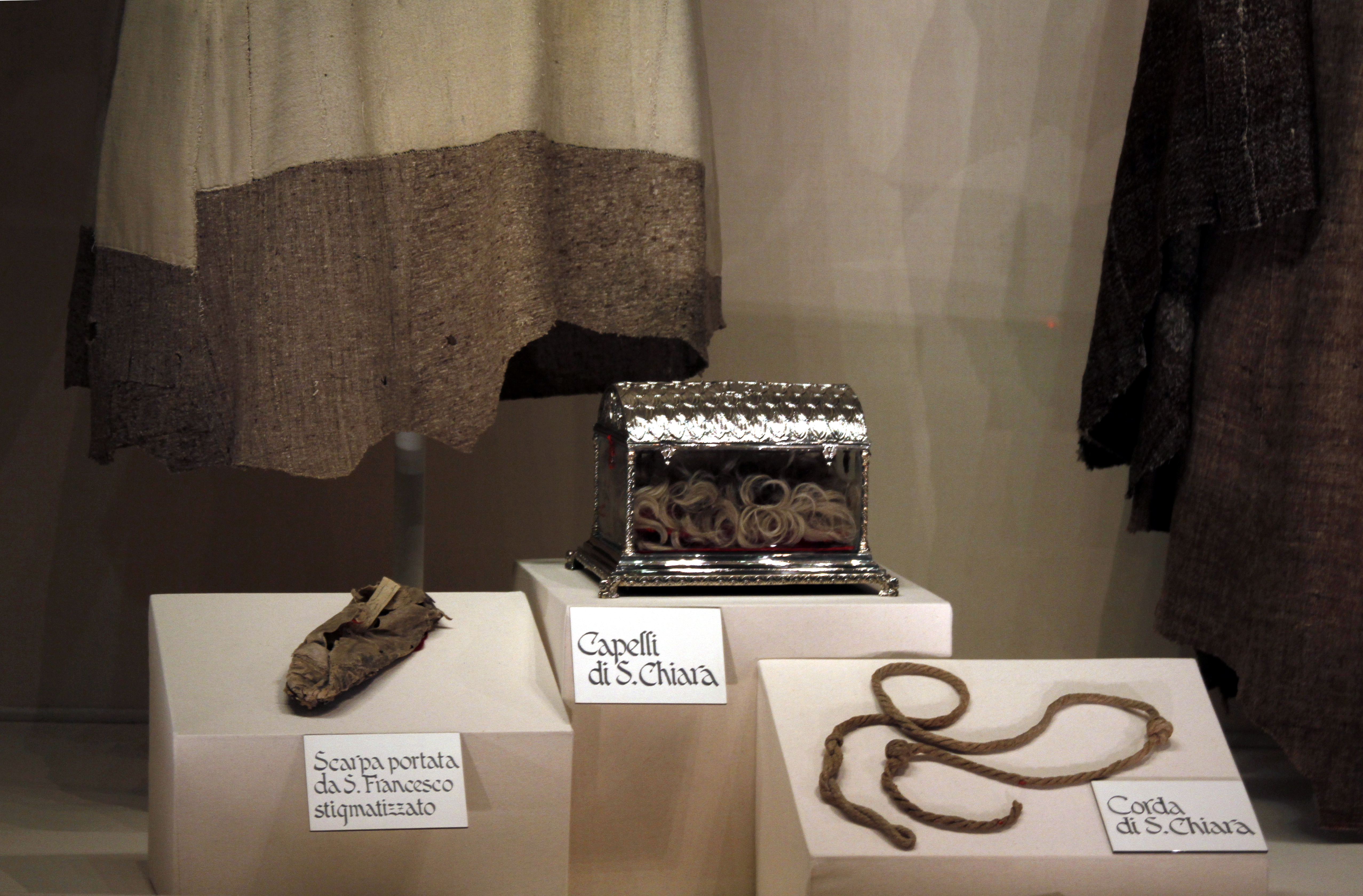
Relíquies de la santa a la cripta de Santa Chiara: els seus cabells tallats, el bordó de l'hàbit i una sandàlia de Sant Francesc
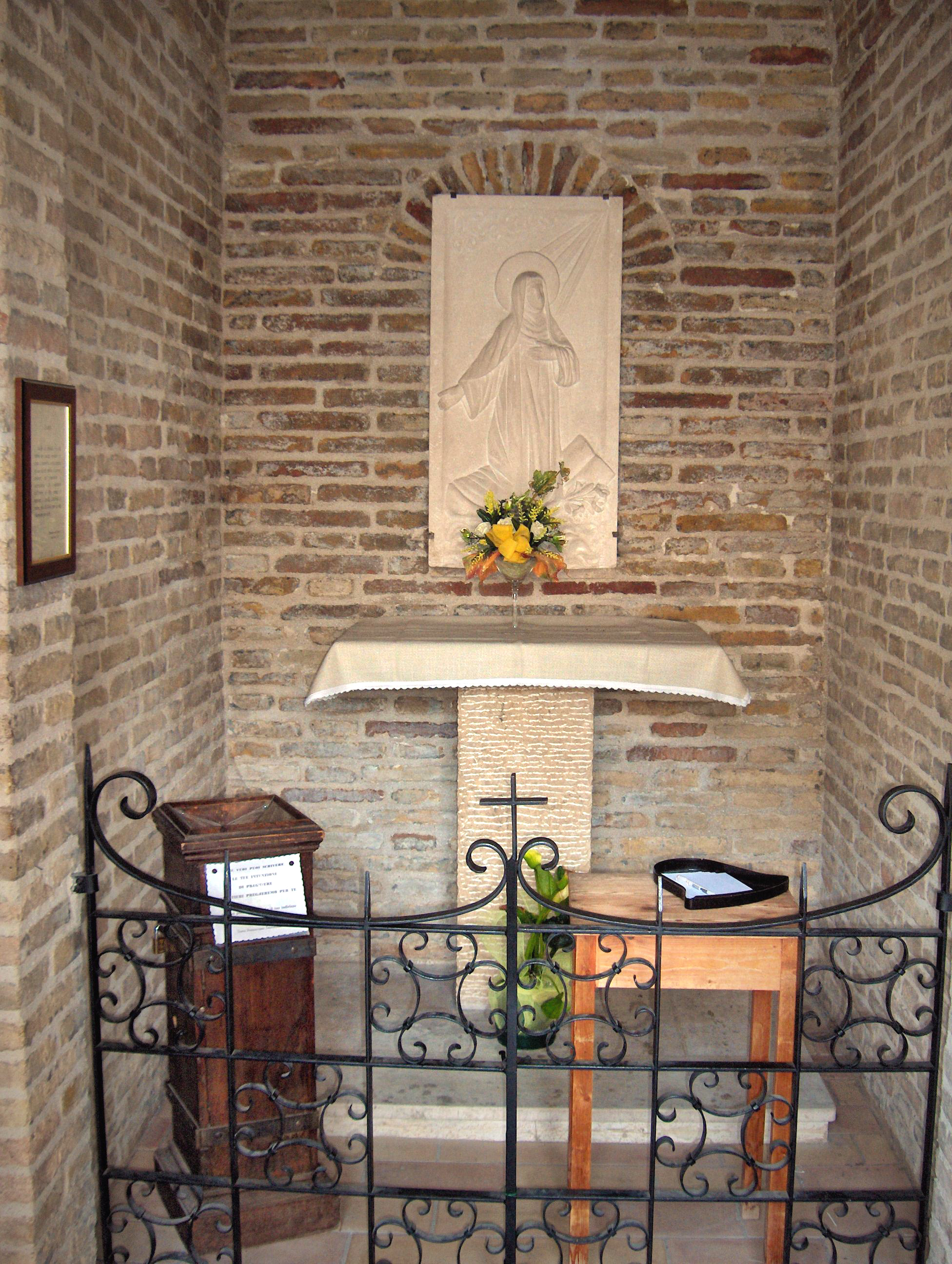
Casa natal de Santa Clara, prop de S. Rufino d'Assís
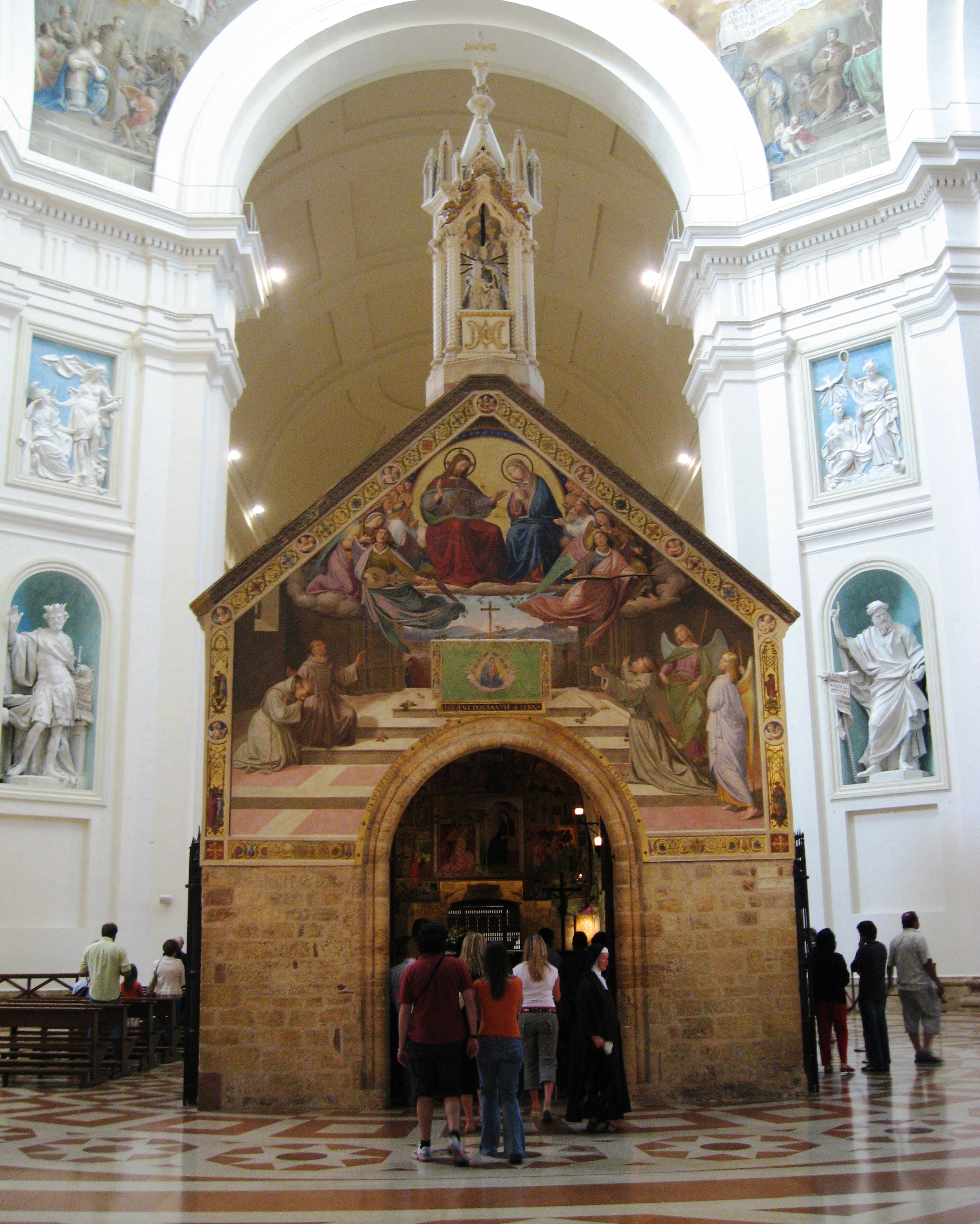
Capella de la Porciúncula, avui dins S. Maria degli Angeli (Assís), primer lloc on s'instal·là la santa com a penitent
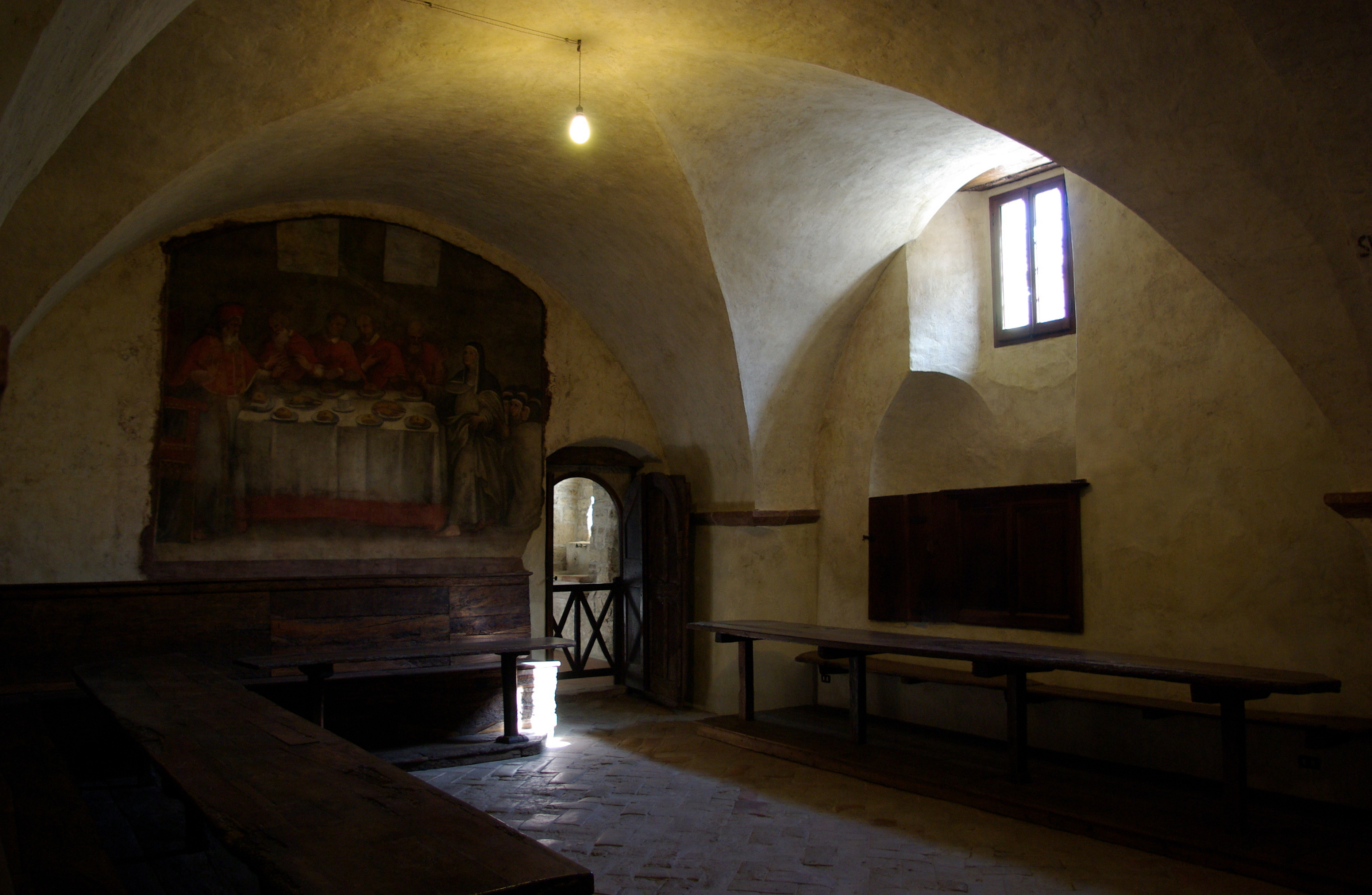
Refetor de San Damiano, on visqué i morí la santa

## Llegendes
Santa Clara és la protectora de les telecomunicacions: un dia de Nadal, Clara no va poder assistir a la missa que deia Sant Francesc, ja que era malalta al llit. Volent poder veure-la, va tenir una visió de la celebració, podent-hi "assistir" de lluny. Per aquesta tradició de "retransmissió", va ser anomenada, el 1958, patrona de la televisió i les telecomunicacions.
Els sarraïns havien fet una incursió i eren a les portes d'Assís, assetjant San Damiano. Clara va prendre la custòdia i va mostrar-los als invasors des d'una finestra. Una llum cegadora va fer fugir als musulmans d'Assís.
Gregori IX la visità al convent i li demanà que beneís el pa. Quan Clara el beneí, aparegué una creu a sobre.

## Iconografia
Obres:
- Pintures murals de la cel·la de Sant Miquel del Monestir de Pedralbes (segle XIV)
- Retaule pintat procedent de l'església de Santa Maria de Castelló de Farfanya, segle xiv (Museu de Lleida)
- Retaule de santa Clara i santa Caterina. Segle XV. Catedral de Barcelona
- Pintura sobre taula de començaments del segle xvi al Monestir de Pedralbes
- Pintura d'autor desconegut procedent del monestir de Santa Clara de Palma. S. XVI Museu d'Art Sacre de Mallorca
- Imatge que presideix el retaule de Santa Clara i Sant Antoni, d'Andreu Sala, 1686 (Església de Sant Vicenç de Sarrià)